# Whatley (South Somerset)
Whatley – przysiółek w Anglii, w hrabstwie Somerset. Leży 21,5 km od miasta Yeovil, 22,2 km od miasta Taunton i 210,6 km od Londynu. Whatley jest wspomniana w Domesday Book (1086) jako Watelege / Watelega.